# Concours musical international Reine Élisabeth de Belgique 2017
Le Concours musical international Reine Élisabeth de Belgique, session 2017, est la première édition de l'histoire du concours consacrée au violoncelle.
Le Français Victor Julien-Laferrière est le premier lauréat du concours.

## Calendrier
Le jury de la présélection, après visionné les vidéos de 202 violoncellistes, a retenu septante candidats admis à participer aux épreuves publiques.
Entre le 8 mai et le 13 mai 2017, après deux désistements, 68 candidats présentent un récital en public à Flagey à Bruxelles. Ils sont accompagnés d'un pianiste et d'un violoncelliste. Les candidats, de 22 nationalités différentes, se répartissent entre 21 femmes et 47 hommes.
En demi-finale, les candidats du concours se produisent et jouent de leur instrument dans une partie récital et une autre concertante. Ils sont accompagnés par l'Orchestre royal de chambre de Wallonie et par le pianiste français Frank Braley, dans un concerto de Boccherini ou de Haydn.
Douze finalistes sélectionnés passent ensuite une semaine à la Chapelle musicale Reine Élisabeth à Waterloo pour y étudier, seuls, Sublimation du compositeur japonais Toshio Hosokawa, l’œuvre imposée écrite expressément pour le concours qu'ils joueront en finale au Bozar (Palais des beaux-arts de Bruxelles) à Bruxelles, accompagnés par le Brussels Philharmonic conduit par le chef d'orchestre français Stéphane Denève, ainsi qu'un concerto qu’ils ont choisi dans le répertoire du violoncelle.

## Jury de la présélection
- Arie Van Lysebeth (nl), président
- Henri Demarquette
- Roel Dieltiens
- Marie Hallynck
- Frans Helmerson
- Pieter Wispelwey

## Lauréats
- Premier prix, Grand Prix international Reine Élisabeth - prix de la Reine Mathilde : Victor Julien-Laferrière (France), Concerto pour violoncelle n° 1 en mi bémol majeur op. 107 de Dmitri Chostakovitch
- Deuxième prix, prix Eugène Ysaÿe : Yuya Okamoto (Japon), Concerto pour violoncelle en si mineur, B. 191 (op. 104, 1894-95) d'Antonín Dvořák
- Troisième prix, prix comte de Launoit : Santiago Cañón-Valencia (Colombie), Concerto pour violoncelle n° 1 en mi bémol majeur op. 107 de Dmitri Chostakovitch
- Quatrième prix, prix du gouvernement de la Communauté germanophone : Aurélien Pascal (France), Concerto pour violoncelle n° 1 en mi bémol majeur op. 107 de Dmitri Chostakovitch
- Cinquième prix, prix de la Région de Bruxelles-capitale : Ivan Karizna (Biélorussie), Concerto pour violoncelle n° 1 en mi bémol majeur op. 107 de Dmitri Chostakovitch
- Sixième prix, prix de la Ville de Bruxelles : Brannon Cho (États-Unis), Concerto pour violoncelle n° 1 en mi bémol majeur op. 107 de Dmitri Chostakovitch

Selon le règlement du concours, aucun classement n'est établi entre les finalistes au-delà du sixième prix. Par ordre alphabétique :
- Seungmin Kang (Corée du Sud), Concerto pour violoncelle en si mineur, B. 191 (op. 104, 1894-95) d'Antonín Dvořák
- Maciej Kulakowski (Pologne), Concerto pour violoncelle n° 1 en mi bémol majeur op. 107 de Dmitri Chostakovitch
- Christine Lee (Corée du Sud), Concerto pour violoncelle en la mineur op. 129 de Robert Schumann
- Yan Levionnois (France), Concerto pour violoncelle en si mineur, B. 191 (op. 104, 1894-95) d'Antonín Dvořák
- Bruno Philippe (France), Concerto pour violoncelle en si mineur, B. 191 (op. 104, 1894-95) d'Antonín Dvořák
- Sihao He (Chine), Concerto pour violoncelle en la mineur op. 129 de Robert Schumann

Le prix Musiq'3 du public est attribué à Ivan Karizna,.